# Galeriegrab Wechte I
Das Galeriegrab von Wechte I, einem Ortsteil von Lengerich in Nordrhein-Westfalen, wurde 1927 beim Sandabbau entdeckt und ausgegraben. Die Anlage vom Typ Rimbeck befindet sich in der Brochterbecker Straße gegenüber der Kirche auf einer Wiese. Das 2,5 m breite Galeriegrab mit einer erhaltenen Länge von 35 m muss einmal mindestens 40 m lang gewesen sein. 
Bei der Ausgrabung war der mit einem Steinpflaster versehene Kammerboden noch intakt. Allerdings hatte man Granit- und Osningsandsteinblöcke der Seiten und die Decksteine bereits entfernt oder im Boden versenkt, um eine bessere landwirtschaftliche Nutzung des Areals zu ermöglichen. Vereinzelt füllte Trockenmauerwerk aus flachem Felsgestein die bis zu 1 m breiten Lücken zwischen den Tragsteinen. Der Zugang zur Kammer konnte nicht festgestellt werden. Er erfolgte vermutlich von der ausgegangenen Schmalseite.
Neben menschlichen Knochen und den Resten einiger hundert verzierter Keramikgefäße der Trichterbecherkultur wurden mehrere Feuerstein- und Felsgesteinbeile und Werkzeuge aus Feuerstein und Knochen sowie Schmuck aus Bernstein, Gagat, Kupfer und Quarz gefunden. Nach Abschluss der Ausgrabung wurde der Zustand konserviert und die noch vorhandenen Tragsteine aufgestellt. Zusätzlich wurden einige Tragsteine eines zweiten, etwa 800 m südwestlich gelegenen zerstörten Megalithgrabes Wechte II verwendet.
In der Nähe liegt das Steinhügelgrab Wechte.